# Мён, Жан де

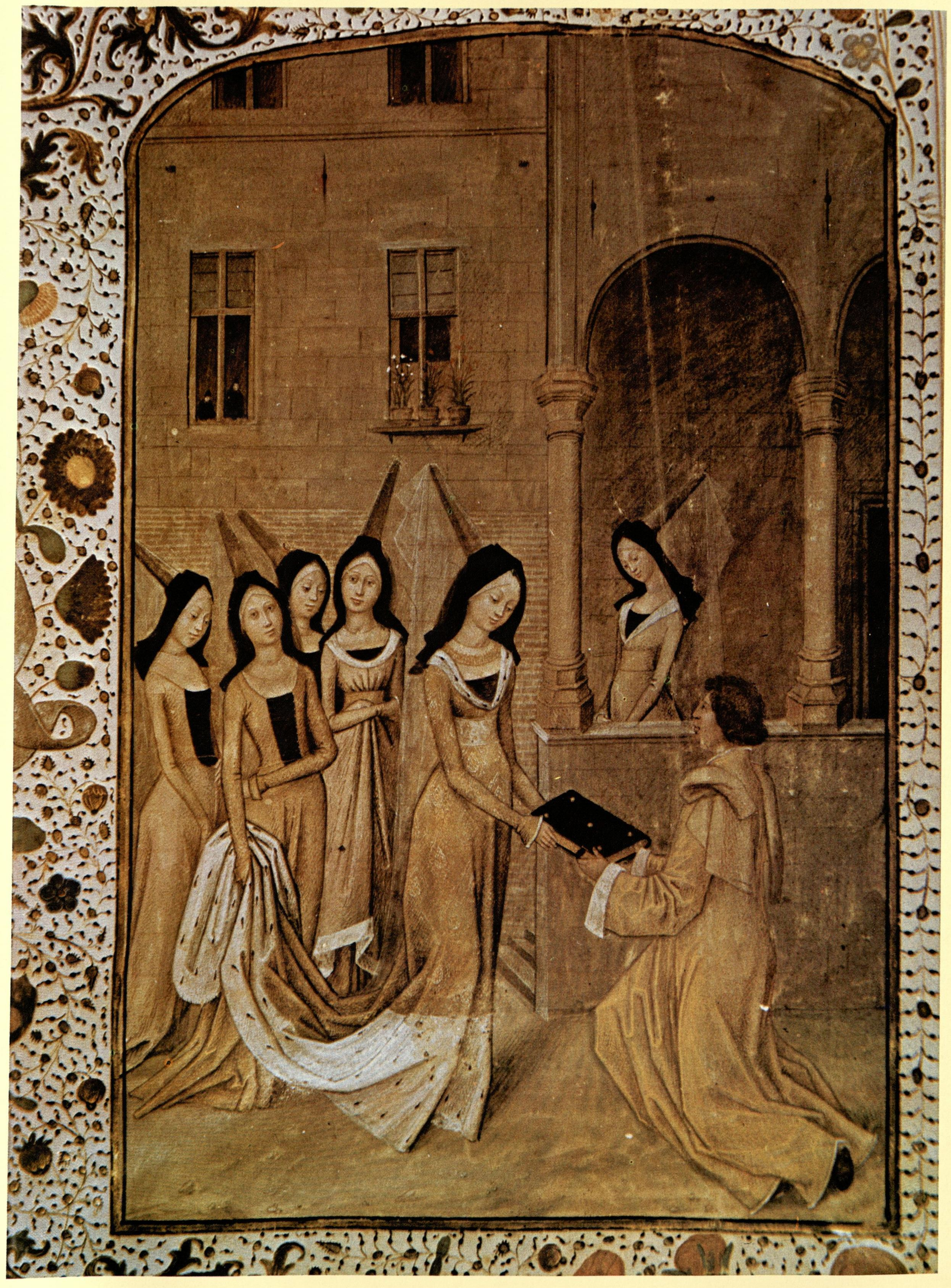
Жан де Мён преподносит свой перевод Боэция графине Маргарите Анжуйской. Миниатюра рукописи XV в. из библиотеки Йенского университета им. Фр. Шиллера

Жан де Мён, собственно Жан Клопинель, или «Хромой» (фр. Jean de Meung, Jean Clopinel, лат. Johannes Meldinensis, около 1240 или 1250 — 1305) — французский поэт, сатирик, филолог, один из первых представителей французского свободомыслия, доктор богословия.

## Биография

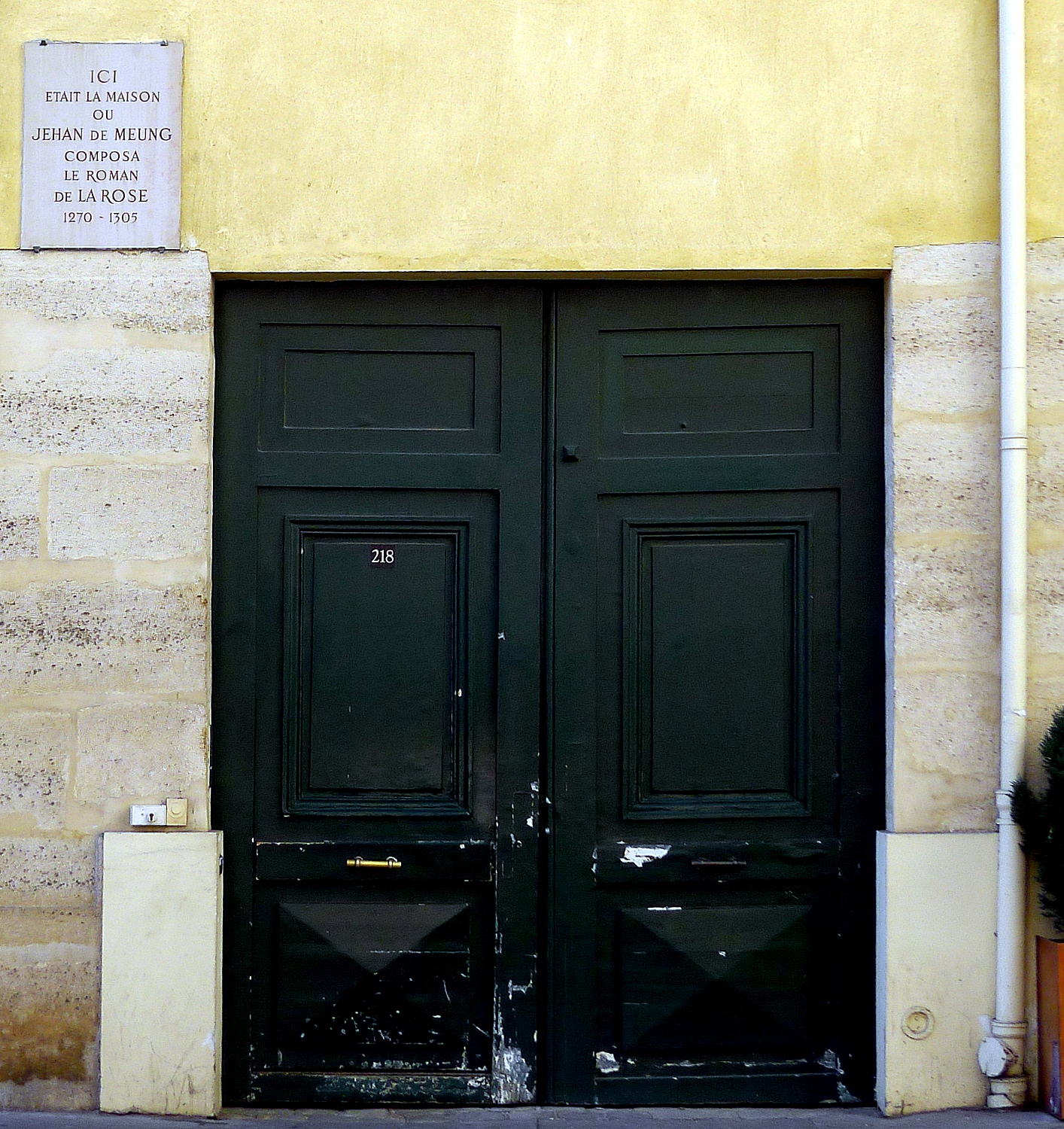
Мемориальная доска на месте дома Жана де Мёна на улице Сен-Жак в Париже

Родился в Мён-сюр-Луар в семье зажиточного горожанина. Вероятно, учился в Парижском университете на факультете искусств и большую часть своей жизни провёл во французской столице. Не позднее 1292 года приобрёл там на улице Сен-Жак в нынешнем Латинском квартале собственный дом с башней, обширным двором и садом, которые после его смерти в 1305 году подарены были неким Адамом д’Андели монахам-доминиканцам. До наших дней он не сохранился, но на месте него установлена памятная доска.
Получив в университете степень магистра искусств, со временем сделался признанным знатоком латыни и богословия, последователем известного схоластика Гийома из Сент-Амура (ум. 1272). Сочинением стихов, по его собственным словам, занимался ещё в юности. Сохранились его переводы с латинского языка, в том числе трактатов «О военном деле» Флавия Вегеция и «Об утешении философией» Боэция, получившие широкую известность ещё в Средние века. Помимо них, он перевёл «Топографию Ирландии» Гиральда Камбрийского. В написанном им в конце жизни «Завещании», содержащем критику женского пола и духовенства, имеются сведения автобиографического характера. За многогранный характер знаний, а также идеи, шедшие вразрез с феодально-церковным мировоззрением, Жана де Мёна называют «Вольтером Средневековья».
Умер в Париже в ноябре 1305 года.

## Сочинения
Наибольшую известность де Мён получил в качестве автора второй части аллегорического «Романа о Розе», первая часть которого принадлежит перу Гильома де Лорриса. Включающая 17 722 стихов, она написана была между 1275 и 1280 годами, о чём свидетельствуют упоминания в её тексте смерти короля Сицилии Манфреда, павшего в 1266 году в сражении с Карлом Анжуйским (ум. 1285) при Беневенто и короля Иерусалима Конрадина, казнённого в 1268 году по приказу последнего в Неаполе. Исследователь и издатель романа Феликс Лекуа сужает рамки её написания до 1268—1278 годов, поскольку титул «викария всей империи» присвоил в 1268 году королю Карлу папа Климент IV, а отнял в 1278 году папа Николай III.
В философии природы де Мён следует за Аристотелем, в вопросах этики — за Платоном, одновременно питая глубокое уважение и к философам Средневековья. Исходя из скептических воззрений первого на вещие сны, он выступает в качестве не столько продолжателя, сколько комментатора чудесных видений своего предшественника. Выразителями идей автора в поэме являются вставные суждения Природы и Разума, с точки зрения которых он оценивает современное ему общество. Сочинение де Мёна содержит содержит также морально-дидактические рассуждения и элементы социальной критики, направленной в адрес папского престола, монашеских орденов, магистратов и рыцарства, а также против обычая целибата, института десятины, чрезмерных притязаний королевской власти и особенно — брачных обычаев и женского пола. В то время как предшественник его Гийом являлся защитником куртуазности, Жан де Мён открыто обличает пороки женщин в духе фаблио, упирая на их корыстолюбие, греховную природу и непостоянство. Всё зло в мире, по словам поэта, пошло от похитившего золотое руно Ясона, начиная с которого у людей появилась страсть к деньгам, а для того чтобы закрепить имущественное неравенство, они установили королевскую власть. Под острым пером де Мёна вторая часть романа превращается в сатирическое «зерцало», бичующее пороки средневекового общества и современный автору дисгармоничный мир, далеко отошедший от идеалов «золотого века».
Излагая в поэме собственную эстетическую систему, де Мён называет истинной ценностью человеческую жизнь, сохранить которую возможно, по его мнению, лишь следуя законам суверенной и первозданной природы. Доктриной его выступает идея о заключённой в последней абсолютной красоте, превосходящей всё то, что способна создать рука человека. Невзирая на терминологическое влияние средневековой схоластики, прогрессивные идеи де Мёна заметно превосходят общий уровень сознания его современников, в чём-то предвосхищая ренессансное мировоззрение Франсуа Рабле. 
Невзирая на расплывчатость сюжета, де Мён демонстрирует свою острую наблюдательность, ясность суждений и оригинальный стиль изложения, что даёт ему право считаться величайшим из французских средневековых поэтов. Недюжинная эрудиция позволяет ему активно цитировать как древних классиков, в том числе Цицерона, Вергилия, Овидия, Ювенала, Тита Ливия и Аврелия Августина, так и средневековых мыслителей вроде Пьера Абеляра и Роджера Бэкона, предоставляя массу полезной информации средневековому читателю. Помимо античных мифов о Марсе и Венере, Энее и Дидоне, Пигмалионе и оживлённой статуе, он приводит выдержки и примеры из примерно 80 средневековых историй в жанре «exempla».
В силу названных причин объёмистая поэма де Мёна приобрела широкую популярность у современников и потомков, сохранившись в значительном числе рукописей XIII—XVI веков, которых современные исследователи насчитывают около трёх сотен. Лучшие из них находятся в собраниях Национальной библиотеки Франции в Париже, Британской библиотеки в Лондоне, Королевской библиотеки Бельгии в Брюсселе, Королевской национальной библиотеки Нидерландов в Гааге, Королевской библиотеки Дании в Копенгагене, Бодлианской библиотеки Оксфордского университета, а также муниципальных библиотек Альби, Амьена, Арраса, Безансона, Берна, Шантийи и др. городов.
Только с 1481 по 1538 год «Роман о Розе» выдержал 21 издание, переведён был на фламандский язык, дважды на итальянский и трижды на английский, причём первый частичный перевод принадлежит Джеффри Чосеру. 
Творчество де Мёна оказало заметное влияние на Данте, Бокаччо, Гийома де Машо и Жана Фруассара, в эпоху Ренессанса заслужив высокую оценку со стороны Жоашена дю Белле и Пьера де Ронсара. Вместе с тем, ещё в 1330 году сочинение де Мёна подверглось острой критике в поэме Гийома де Дегильвиля «Странствие жизни человеческой» (фр. Pèlerinage de la vie humaine), а в начале следующего XV столетия его высказывания по поводу католической церкви и христианской морали вызвали возражения со стороны видного парижского богослова Жана Жерсона и Кристина Пизанская вступила с ним в полемику в защиту благородства любви и женского достоинства в «Книге о граде женском». 
Помимо «Романа о Розе» и вышеназванных переводов Вегеция и Боэция, перу Жана де Мёна принадлежало ещё несколько не дошедших до нас сочинений, в частности, трактат «Чудеса Ирландии» (лат. Des Merveilles d'Irlande), основанный на труде Гиральда Камбрийского, трактат «О духовной дружбе» (лат. Aelred de espirituelle amitié), представляющий собой переложение сочинения Альфреда де Рибо, а также переводы посланий Абеляра.

## Издания
- Гильом де Лоррис, Жан де Мен. Роман о Розе / Пер. Н. В. Забабуровой, Д. Н. Вальяно. — Ростов-на-Дону: ЗАО «Югпродторг», 2001. — 288 с. — ISBN 5-7509-0S92-5.
- Гийом де Лоррис, Жан де Мён. Роман о Розе / Пер. и коммент. И. Б. Смирновой. — М.: ООО «Героика и Спорт», 2007. — 671 с. — ISBN 978-5-8330-0239-1.
- Le Roman de la Rose par Guillaume de Lorris et Jean de Meung. Nouvelle édition, revue et corrigée sur les meilleurs et plus anciens manuscrits, par M. Méon. — Tomes I—IV. — Paris: Didot, 1813—1814.
- Le Roman de la Rose par Guillaume de Lorris et Jean de Meung. Nouvelle édition revue et corrigée par Francisque-Michel. — Tomes I—II. — Paris: Firmin Didot, 1864. — lxii, 363 + 352 p.
- Le Roman de la Rose par Guillaume de Lorris et Jean de Meung. Édition accompagnée d’une traduction en vers précédée d’une introduction, notices historiques et critiques; suivie de notes et d’un glossaire par Pierre Marteau. — Tomes I—V. — Orléans: Herluison, 1878—1880.
- Le Roman de la Rose par Guillaume de Lorris et Jean de Meun, publié d’après les manuscrits par Ernest Langlois. — Tomes I—V. — Paris: Champion, 1914—1924.
- Le Roman de la Rose, publié par Félix Lecoy. — Volumes I—III. — Paris: Champion, 1965—1970. — (Les classiques français du Moyen Âge, 92, 95, 98).
- The Romance of the Rose, translated by Charles Dahlberg. — Princeton: Princeton University Press, 1971. — xv, 450 p.
- Guillaume de Lorris and Jean de Meun. Le Roman de la Rose. Édition, traduction, présentation et notes par Armand Strubel. — Paris: Livre de Poche, 1992. — 1151 p.
- Guillaume de Lorris and Jean de Meun. The Romance of the Rose, translated and edited by Frances Horgan. — Oxford; New York: Oxford University Press, 1994. — xxiii, 350 p. — (The World’s Classics).